# Emma Atkins
Pour les articles homonymes, voir Emma et Atkins.
Emma Atkins, 31 mars 1975 à Morecambe, est une actrice britannique de série télévisée.

## Biographie
Emma Atkins se fait connaître du grand public, principalement pour son rôle de Charity dans le soap opera Emmerdale, une femme qui a une relation amoureuse avec Vanessa Woodfield (Michelle Hardwick),,.

## Filmographie
- 2006 : Dalziel and Pascoe (série télévisée) : Emily Bendelow (2 épisodes)
- 2006 : Mayo (mini-série) : Jessica Crouch
- 2006 : New Street Law (série télévisée) : Susan Pearson
- 2006 : I'm with Stupid (série télévisée) : Alison
- 2007 : Casualty (série télévisée) : Linda Stanlake
- 2007 : Jinx (série télévisée)
- 2008 : Heartbeat (série télévisée) : Lesley Ashton
- 2006-2009 : Doctors (série télévisée) : Marie Wilkins / Tricia Kincade (4 épisodes)
- 2010 : Emmerdale: The Dingles - For Richer for Poorer (vidéo) : Charity Tate
- 2017 : Thunderbirds Are Go (série télévisée) : Keiko Murakami (voix)
- 2000-2019 : Emmerdale (série télévisée) : Charity Dingle / Charity Tate / Charity Sharma (1.630 épisodes)